# Сантино Норд (Потенца)
Сантино Норд (итал. Santino Nord) је насеље у Италији у округу Потенца, региону Базиликата.
Према процени из 2011. у насељу је живело 24 становника. Насеље се налази на надморској висини од 659 м.